# Саматан
Самата́н (фр. Samatan) — коммуна во Франции, находится в регионе Юг — Пиренеи. Департамент — Жер. Административный центр кантона Саматан. Округ коммуны — Ош.
Код INSEE коммуны — 32410.

## География
Коммуна расположена приблизительно в 610 км к югу от Парижа, в 45 км западнее Тулузы, в 33 км к юго-восточнее от Оша.
По территории коммуны протекает река Сав.

## Климат
Климат умеренно-океанический. Лето жаркое и немного дождливое, температура часто превышает 35 °С. Зимой часто бывает отрицательная температура и ночные заморозки. Годовое количество осадков — 700—900 мм.

## Население
Население коммуны на 2010 год составляло 2324 человека.
| 1962 | 1968 | 1975 | 1982 | 1990 | 1999 | 2010 |
| ---- | ---- | ---- | ---- | ---- | ---- | ---- |
| 1910 | 1934 | 1840 | 1831 | 1716 | 1830 | 2324 |

## Администрация
| Период | Период | Фамилия      | Партия                  | Примечания |
| ------ | ------ | ------------ | ----------------------- | ---------- |
| 198?   | 1995   | Ив Шаз       | Социалистическая партия |            |
| 1995   | 2008   | Рене Добриак | Социалистическая партия |            |
| 2008   | 2014   | Пьер Шаз     |                         |            |
| 2014   | 2020   | Эрве Лефевр  |                         |            |

## Экономика
В 2010 году среди 1356 человек трудоспособного возраста (15-64 лет) 995 были экономически активными, 361 — неактивными (показатель активности — 73,4 %, в 1999 году было 72,4 %). Из 995 активных жителей работали 919 человек (468 мужчин и 451 женщина), безработных было 76 (26 мужчин и 50 женщин). Среди 361 неактивных 124 человека были учениками или студентами, 153 — пенсионерами, 84 были неактивными по другим причинам.

## Достопримечательности
- Замок Латур (XVII век). Исторический памятник с 1974 года[4]
- Фонтан (XIX век). Исторический памятник с 1993 года[5]

## Фотогалерея

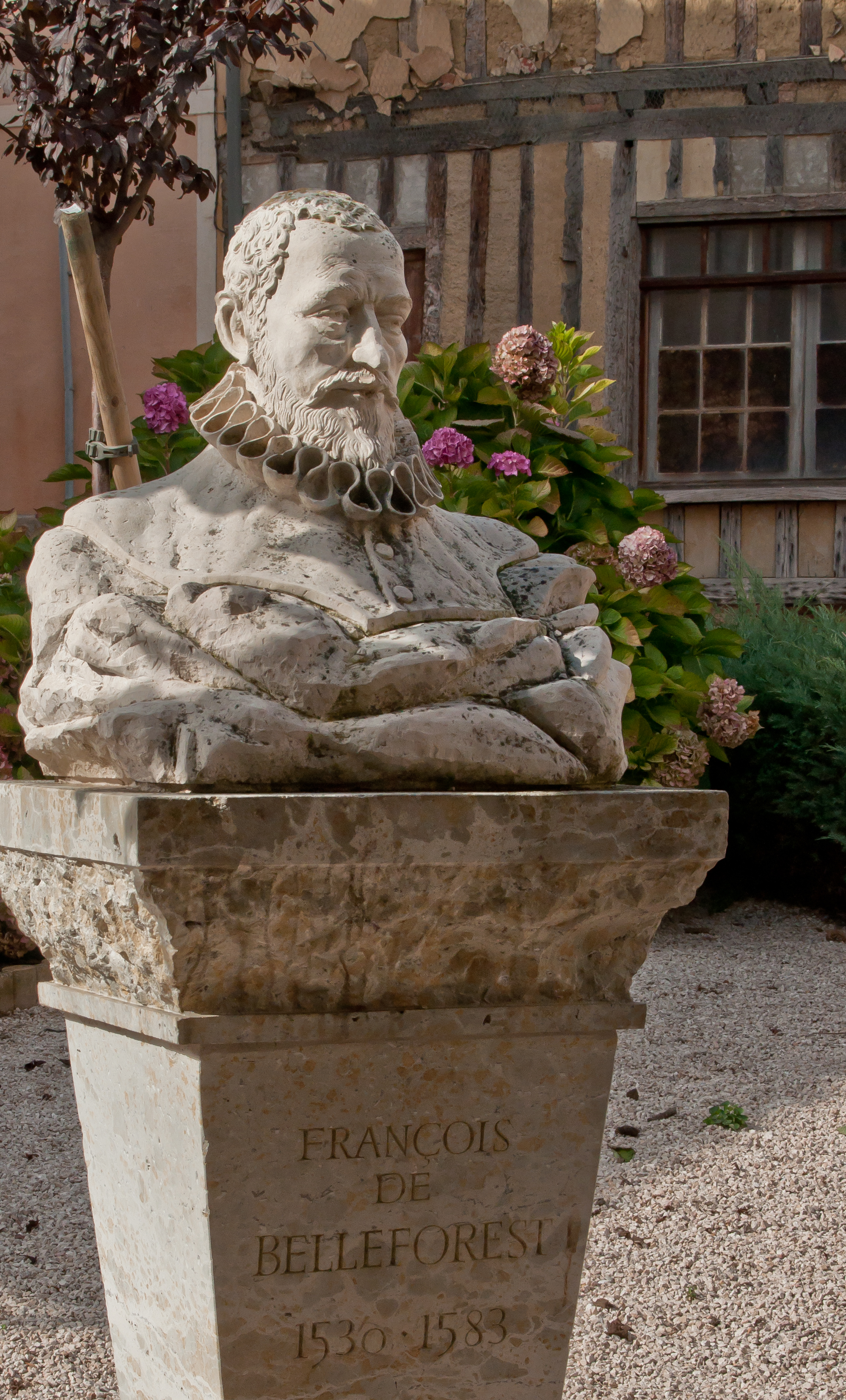
Бюст Франсуа де Бельфореста
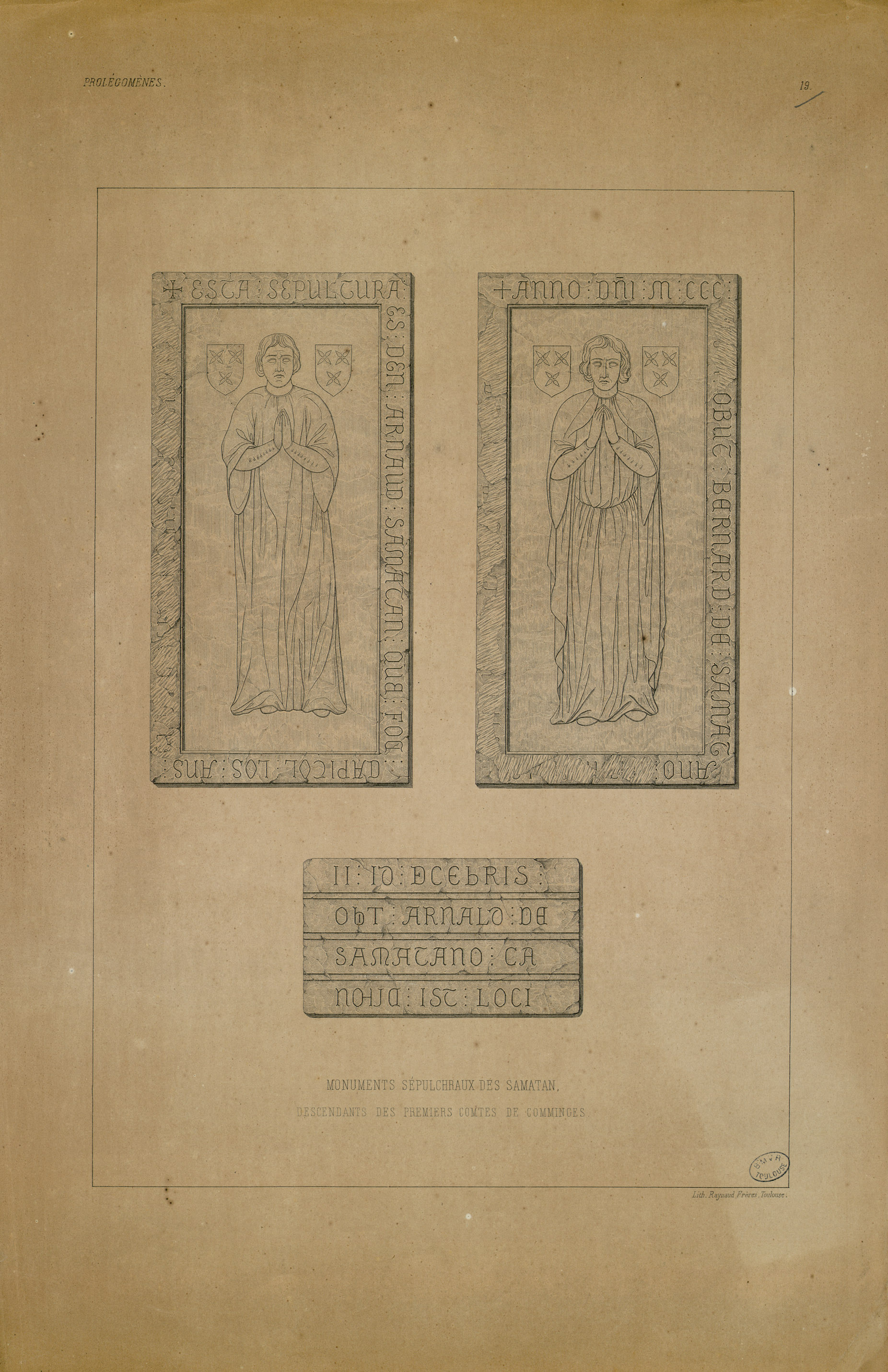
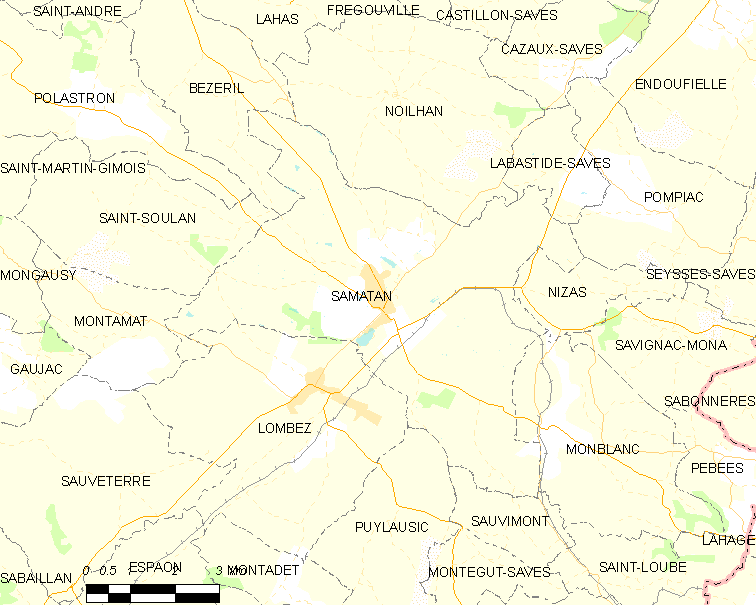
Карта коммуны